# Aleksandr Nigmatulin
Aleksandr Andriejewicz Nigmatulin (ros. Александр Андреевич Нигматулин; ur. 15 lipca 1987 w Ałmaty) – kazachski wspinacz sportowy. Specjalizował się we wspinaczce na czas. Wicemistrz świata z 2009 z Xining. Dwukrotny mistrz Azji z 2009 oraz z 2010.

## Kariera sportowa
W 2009 chińskim Xining zdobył srebrny medal mistrzostw świata we wspinaczce na czas na niskiej 10 m ścianie wspinaczkowej.
W 2009 w południowokoreańskim Chuncheon wywalczył złoty medal mistrzostw Azji, którego obronił w 2010 w chińskim Changzhi.

## Osiągnięcia

### Mistrzostwa świata
| Konkurencje         | 2009 | 2011 | 2012 |
| Wsp. na czas        | 5    | 11   | 16   |
| Wsp. na czas h=10 m | 2    | —    | —    |

### Mistrzostwa Azji
| Konkurencje  | 2007 | 2008 | 2009 | 2010 |
| Wsp. na czas | 11   | 6    | 1    | 1    |